# Tinhosa Grande
Tinhosa Grande – niezamieszkana wysepka na Oceanie Atlantyckim, w Zatoce Gwinejskiej, należąca do Wysp Świętego Tomasza i Książęcej. Wraz z Tinhosa Pequena tworzy mały archipelag Pedras Tinhosas. Jej powierzchnia wynosi 0,2 km².
Od 2012 r. wysepka wchodzi w skład Rezerwatu Biosfery Wyspy Książęcej. W 2015 r. odkryto na niej jaszczurkę Trachylepis adamastor z rodziny scynkowatych.